# World Wide Pictures
World Wide Pictures ist eine Film-, Fernseh- und Multimedia-Produktionsfirma, die 1935 von James Carr gegründet worden ist. Auf der Oscarverleihung 1955 wurde die Produktionsfirma mit einem Oscar für den Dokumentar-Kurzfilm Thursday’s Children ausgezeichnet.

## Gründung und Folgejahre
John Grierson, ein britischer Dokumentarfilmregisseur und -produzent, der als Vater des britischen und kanadischen Dokumentarfilms gilt, gründete in den 1930er-Jahren eine Bewegung, die beispielhaft für Dokumentarfilme eintrat. Die Ursprünge von World Wide Pictures gehen auf diese Bewegung zurück. World Wide Pictures produzierte im Zweiten Weltkrieg Propaganda- und Informationsfilme für die Regierung und spezialisierte sich nach Kriegsende auf gesponserte Filme sowie Werbe- und Industriefilme.
Zwei bemerkenswerte frühe Filme von World Wide Pictures waren The Undefeated von 1950 über einen Segelflieger, der im Krieg nicht nur beide Beine, sondern auch seine Sprache verloren hat. Der Film unterstützte das Anliegen, staatliche Wohlfahrtsdienste dafür zu sensibilisieren, ehemalige Militärangehörige, die in Ausübung ihres Dienstes Verletzungen erlitten hatten, die zu körperlichen Behinderungen führten, zu fördern und zu unterstützen. Bei dem zweiten Film handelt es sich um das Filmdrama David von 1951, das die Lebensgeschichte von Dafydd Rhys Griffiths, ehemaliger walisischer Bergmann und Hausmeister der Amman Valley Grammar School in Ammanford, thematisiert. Der Film zeichnet das Porträt eines bemerkenswerten Mannes, der als Vorbild für zukünftige Generationen gilt. Vorgestellt wurde das Filmdrama als walisischer Beitrag auf dem „Festival of Britain“ in London.
Der von World Wide Pictures in Zusammenarbeit mit Morse Films produzierte Film Thursday’s Children wurde 1955 mit einem Oscar belohnt. Der Film erzählt von tauben Kindern zwischen vier und sieben Jahren und begleitet sie während ihres Unterrichts. Thursday’s Children wurde 1988 ins Programm des International Documentary Film Festivals in Amsterdam aufgenommen. Die Drehbuchautoren Lindsay Anderson und Guy Brenton wurden für ihre Arbeit mit dem British Academy Film Award ausgezeichnet. 
World Wide Pictures besteht noch und produziert heute Anzeigen, Imagefilme und Multimedia-Produktionen.

## Filmografie (Auswahl)
- 1945: Rationing in Britain (Dokumentar-Kurzfilm)
- 1946: Combined Operations (Dokumentar-Kurzfilm)
- 1947: Taken for Granted (Dokumentar-Kurzfilm)
- 1947: A Fisherman’s Yarn (Dokumentar-Kurzfilm)
- 1948: Trial by Weather (Dokumentar-Kurzfilm)
- 1950: The Undefeated (Dokumentar-Kurzfilm)
- 1951: David (Dokudrama)
- 1951: In Black and White (Dokumentar-Kurzfilm)
- 1951: A Story of Achievement (Dokumentarfilm)
- 1952: District Nurse (Dokumentar-Kurzfilm)
- 1953: Teeth of the Wind (Dokumentar-Kurzfilm)
- 1953: The Pleasure Garden (Kurzfilm)
- 1954: People Like Maria (Dokumentarfilm)
- 1954: Thursday’s Children (Kurzfilm)
- 1956: Golden Reef (Dokumentar-Kurzfilm)
- 1957: The Film That Never Was (Kurzfilm)
- 1957: Meine Reise um die Welt in 50 Minuten (Dokumentarfilm)
- 1958: ADMA for Short (Dokumentar-Kurzfilm)
- 1958: Band Wagon (Kurzfilm)
- 1959: Commonwealth Journey (Dokumentarfilm)
- 1959: Captured (Dokudrama)
- 1960: The Hidden Ally (Dokumentar-Kurzfilm)
- 1961: Ascot, a Race Against Time (Dokumentar-Kurzfilm)
- 1962: Consider Your Verdict (Kurzfilm)
- 1962: The Pitcairn People (Dokumentar-Kurzfilm)
- 1963: Mind Over Metal (Dokumentar-Kurzfilm)
- 1963: The Controllers (Dokumentar-Kurzfilm)
- 1964: Today in Britain (Dokumentar-Kurzfilm)
- 1965: Water in Biology (Dokumentar-Kurzfilm)
- 1965: Meeting Tomorrow (Dokumentar-Kurzfilm)
- 1966: Riverside 2000 (Dokumentar-Kurzfilm)
- 1967: Ulster Today (Dokumentar-Kurzfilm)
- 1967: Robertson Galbestos (Dokumentar-Kurzfilm)
- 1968: Genetics and Plant Breeding (Dokumentar-Kurzfilm)
- 1968: It’s Later Than You Think (Kurzfilm)
- 1969: Abu Dhabi (Dokumentar-Kurzfilm)
- 1969: Standard Malaysian Rubber (Dokumentar-Kurzfilm)
- 1970: Flame in the Desert (Dokumentar-Kurzfilm)
- 1970: Remember Mowlem’s Method (Kurzfilm)
- 1971: National Trust (Dokumentar-Kurzfilm)
- 1971: Betcher! (Kurzfilm)
- 1972: Arctic Patrol (Dokumentar-Kurzfilm)
- 1972: A Quiet Revolution (Kurzfilm)
- 1973: A Chapter of Accidents (Dokumentar-Kurzfilm)
- 1973: Anything Can Happen (Dokumentar-Kurzfilm)
- 1975: Sir Godfrey Mitchell Talks to Jack Pizzey (Dokumentar-Kurzfilm)
- 1975: Wimpey News (Dokumentar-Kurzfilm)
- 1976: Not So Much a Facelift… (Dokumentar-Kurzfilm)
- 1977: The Great Gamble (Dokumentar-Kurzfilm)
- 1977: What’ll You Have? (Kurzfilm)
- 1978: Portrait of a Property Developer (Dokumentar-Kurzfilm)
- 1978: Health at Work: A Film on the Work of the Employment Medical Advisory Service (Dokumentar-Kurzfilm)
- 1979: Multiply and Divide (Dokumentar-Kurzfilm)
- 1979: Just Watch It (Dokumentar-Kurzfilm)
- 1980: The Maritime Link (Dokumentar-Kurzfilm)
- 1981: Responsibility (Dokumentar-Kurzfilm)
- 1982: Looking at Prehistoric Sites (Kurzfilm)
- 1983: Sutton Bridge Story (Dokumentar-Kurzfilm)
- 1986: To koritsi tis Manis
- 1986: The Secrets of Love

## Auszeichnung
Der von World Wide Pictures und Morse Films produzierte Film Thursday’s Children wurde auf der Oscarverleihung 1955 in der Kategorie „Bester Dokumentar-Kurzfilm“ mit einem Oscar ausgezeichnet.